# Dean Angel of Death
 (octobre 2022).
Si vous disposez d'ouvrages ou d'articles de référence ou si vous connaissez des sites web de qualité traitant du thème abordé ici, merci de compléter l'article en donnant les références utiles à sa vérifiabilité et en les liant à la section « Notes et références ».
Angel Of Death est une guitare électrique signée Dave Mustaine, le guitariste de Megadeth, fabriquée par la firme américaine Dean Guitars.
Cette guitare est en forme de V, avec un corps et un manche en acajou.
Les micros sont des Seymour Duncan Mustaine Live Wire.
La finition est un graphique en forme d'ailes sur du sang.